# Azid barnatý
Azid barnatý je bílá krystalická sůl barya se vzorcem Ba(N3)2. Je jen málo hygroskopický (téměř vůbec).

## Příprava
Azid barnatý lze připravit reakcí azoimidu s hydroxidem či oxidem barnatým:
Ba(OH)2 + 2 HN3 → Ba(N3)2 + 2 H2O
Lze jej také vyrobit reakcí azidu draselného s chloristanem barnatým, v této metodě se využívá nízké rozpustnosti vzniklého chloristanu draselného:
Ba(ClO4)2 + 2 KN3 → Ba(N3)2 + 2 KClO4

## Výbušné vlastnosti
Při pádu 2kg závaží z výšky 100 cm došlo k 14% výbuchu.
Při zahřívání na 180 °C se začíná azid barnatý rozkládat, při teplotě 190–200 °C dochází k detonaci. Při rozkladu vzniká nejprve dusík a elementární baryum, ale sekundární reakcí vzniká nitrid barnatý. Při pomalém rozkladu při 180 °C ve vakuu tak vzniká především nitrid, při ozařování RTG paprsky vzniká téměř výhradně nitrid.
K flegmatizaci lze použít vodu, želatinu nebo polyethylenglykoly.

## Využití
Azid barnatý nemá iniciační schopnost, proto se nepoužívá v pyrotechnice. Používá se na výrobu jiných azidů.